# Улица Гоми
Улица Гоми (груз. გომის ქუჩა) — улица Тбилиси, в историческом районе Старый город, от улицы Аскана до улицы Бетлеми.
Проходит под крепостью Нарикала и является верхней границей городской застройки. Часть популярных туристических маршрутов по Старому городу

## История

Улица Гоми. 1970-е

Ранняя история улицы мало известна, поскольку весь её район был разорён персами во время нашествия Ага Магомет хана (1795).
Вся гражданская застройка улицы (на плане царевича Вахушти 1735 года район улицы плотно застроен) была разрушена и воссоздавалась уже в середине XIX — начале XX века, после вхождения Грузии в состав Российской империи (1805) с возможным изменением трассировки улицы.

## Достопримечательности

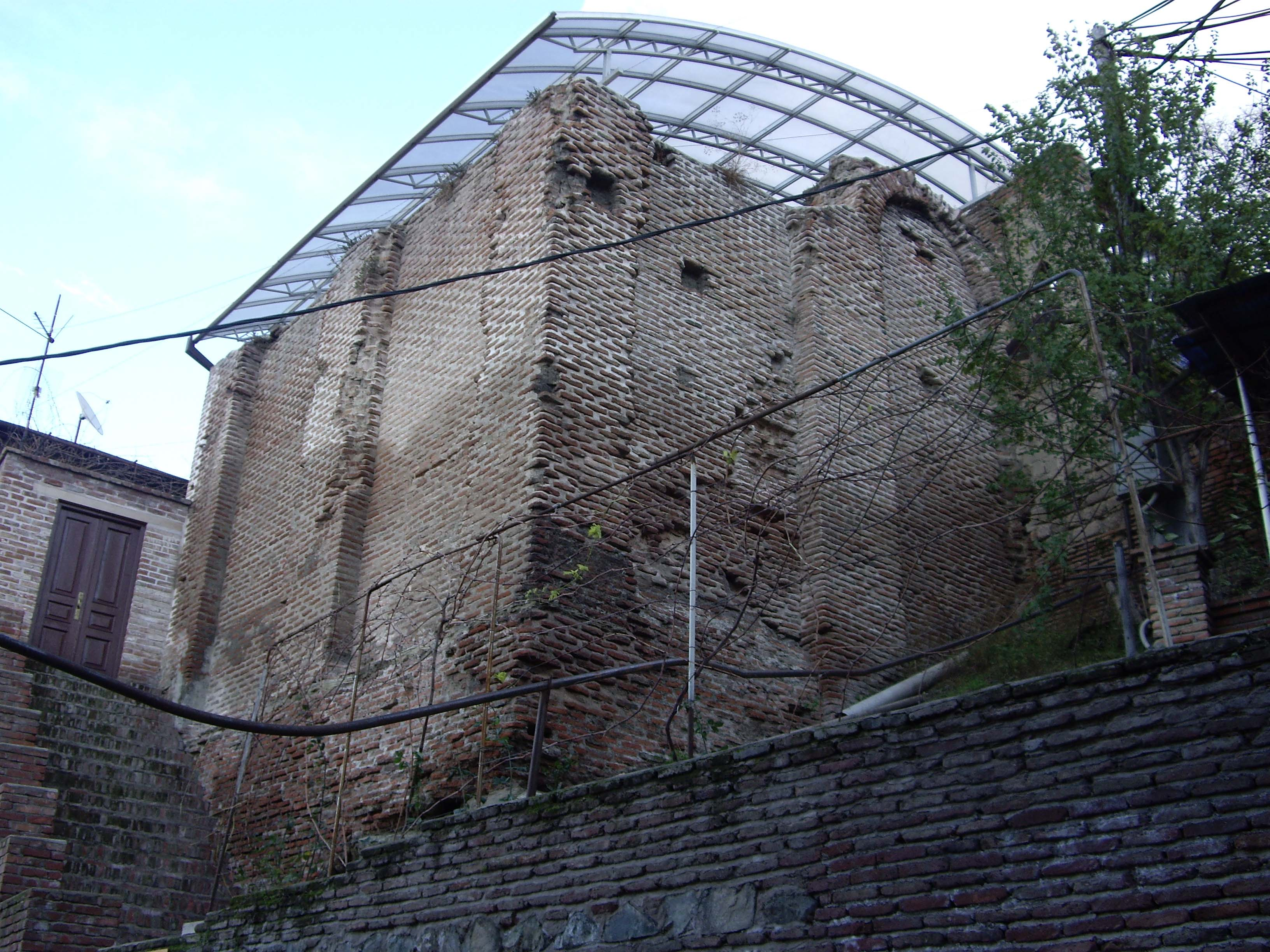
Атешга

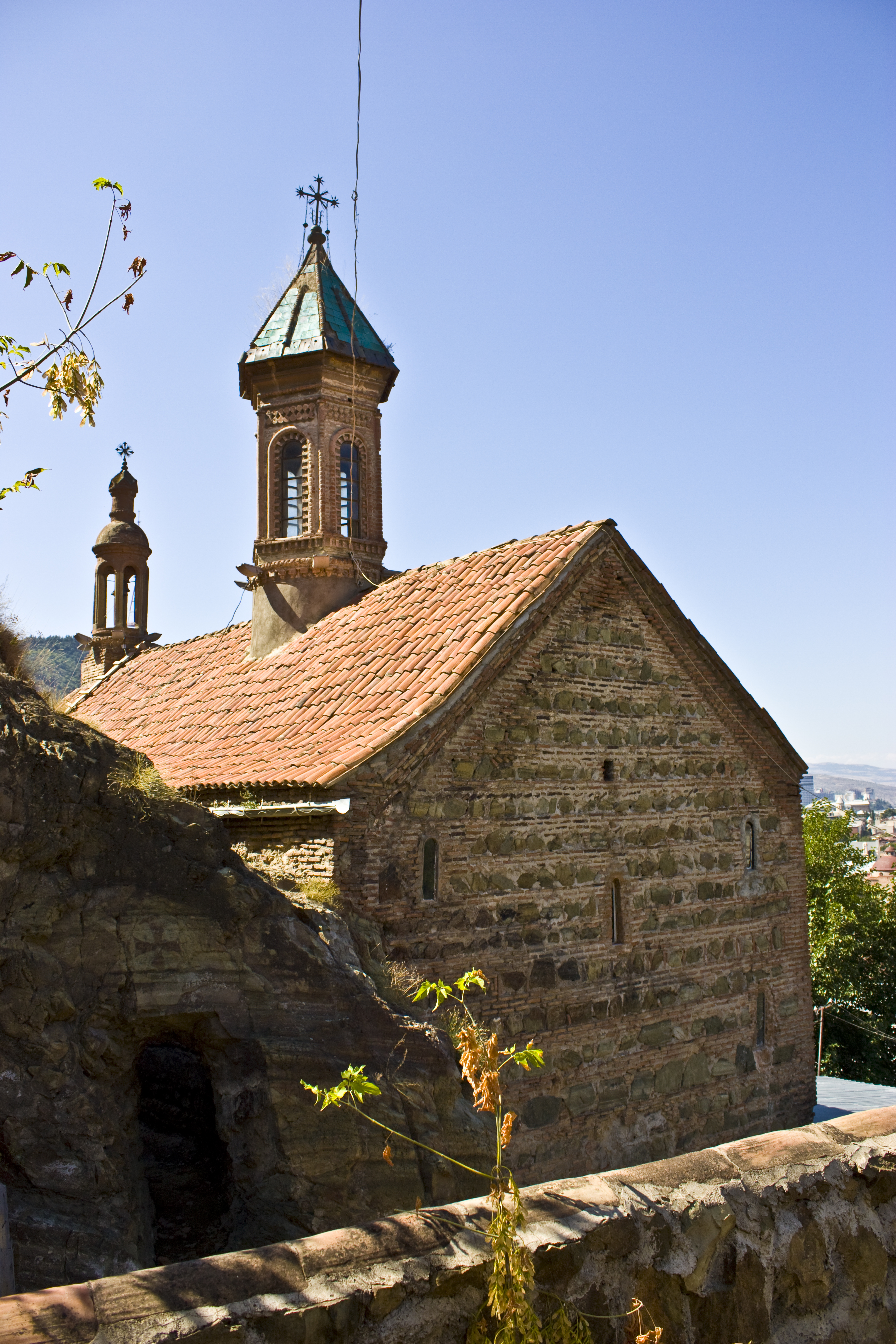
Церковь Карапи

д. 3 — храм Атешга (законсервирован)
д. 9 — Check Point Hotel — изображение мексиканской художницы Фриды Кало на стене в подъезде отеля
Церковь Карапи Святого Георгия (XVII век)